# Agostino Ghirlanda

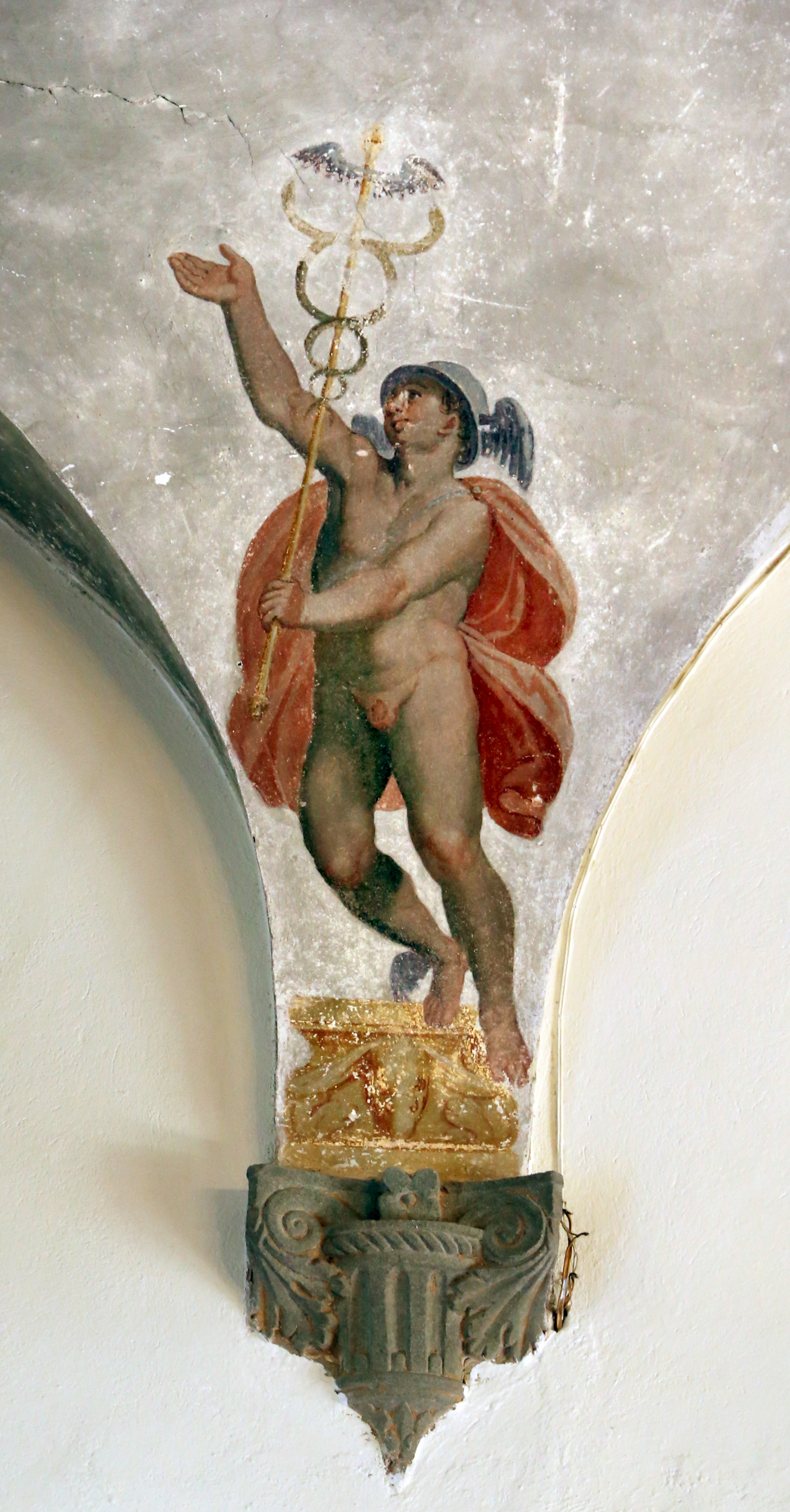
Mercurio, salone di villa Rita a Noci (Vicopisano)

Agostino Ghirlanda (Massa, 1545/1550 circa – Pisa, 1588) è stato un pittore e letterato italiano.

## Biografia
La maggior parte delle informazioni sulla vita del Ghirlanda proviene da Carlo Frediani, in Notizie della vita di Agostino Ghirlanda (Massa 1828). 

### Origini e formazione
Suo padre Giovanni Battista era un pittore originario di Fivizzano (1511-1584), che si sposò probabilmente a Massa, con una certa Camilla, e che in quella città è documentato per alcune opere, per lo più create al servizio del cardinale Innocenzo Cybo. Non si conosce la data di nascita di Agostino (né di suo fratello Ippolito, pure pittore, ma senza opere assegnabili), ma nel 1561 un atto tra suo padre e sua sorella Alessandra per la concessione di un terreno ignora il suo nome, per cui doveva essere ancora in minore età.
In quegli anni Alberico I Cybo Malaspina promuoveva a Massa un rinnovamento della città vecchia e la costruzione della "nuova Massa" all'ombra del castello, all'insegna di un gusto manierista esuberante, ispirato più da Genova che da Firenze, avendo dato ospitalità agli esuli liguri dopo la congiura dei Fieschi. Il Ghirlanda si formò in questo entourage, prendendo parte alla decorazione delle facciate dei palazzi ad affresco che divenne in voga, ma di cui oggi non resta quasi traccia. Nel 1574 firmò una pala per la chiesa di Santa Maria Assunta a Carrara. Nel 1576 si sposò a Maria di Arcangelo Tancio da Carrara, da cui ebbe un'unica figlia, Fiammetta.

### Lucca
Dal 1578 lasciò Massa per Lucca, dove doveva decorare la cappella della Libertà in Duomo, sebbene poi l'impresa naufragasse per non aver raggiunto un accordo contrattuale. Viene ricordato come per cercare di superare i malintesi il Ghirlanda avesse dipinto a sue spese due enormi figure all'esterno della cattedrale, opere perdute ma che dimostrano la sua raggiunta maturità e confidenza come decoratore capace di opere scenografiche. L'allogazione della cappella andò in porto nel 1582, ma oggi ne resta solo un santo sotto un baldacchino su uno dei pilastri, vicino all'altare del Giambologna. 
Grazie alla sua fame, decorò ad affresco alcune facciate di palazzi privati, ricordate ancora nell'Ottocento, ma oggi completamente perdute. Altrettanto perduti sono alcuni dipinti su tavola, ad eccezione di una grande Crocifissione nei depositi di palazzo Mansi. 
Occasionalmente tornò a Massa (Martirio di San Sebastiano per la locale Compagnia dedicata al santo, 1579, oggi nel Museo del Duomo, e ancora nel 1584 per eseguire alcune opere perdute) e lavorò a Carrara (pitture perdute per l'ospedale di San Jacopo). 

### Pisa
Nel 1582 è documentato per la prima volta a Pisa, città che conserva la maggior parte delle sue opere superstiti. Grazie ai rapporti di parentela tra i Medici e i Cybo entrò nel favore delle commissioni promosse in quegli anni da Francesco I, come le pitture sulla volta della loggia terrena del palazzo dell'Opera del Duomo (1584-85), a cui seguirono due affreschi con Episodi della vita di Ester nel Camposanto monumentale. Lavorò inoltre alla chiesa di Santo Stefano dei Cavalieri e al palazzo Mediceo di via Santa Maria (opere non reperibili). Con la morte del granduca, partecipò agli apparati per le celebrazioni funebri a Firenze, aggiornando il proprio repertorio "genovese" (ispirato agli affreschi di Perin del Vaga che vide personalmente in un viaggio col padre) al gusto vasariano.
Gli è stata riconosciuta la paternità degli affreschi mitologici nel salone e della Sala delle Ninfe a palazzo Franchetti a Pisa, e nella villa Rita a Noce, e di due pale nei depositi del Museo nazionale di San Matteo (Madonna in trono con Bambino tra i santi Giuseppe e Torpè, forse dalla chiesa di San Giuseppe e Cristo in croce con santi). 
Da alcuni atti notarili della sua famiglia si desume che al 2 dicembre 1588 doveva essere morto da poco.

## Opere letterarie
Nella Biblioteca nazionale di Firenze è conservato un volume con sessanta poesie di carattere erotico-amoroso (Ms. Palatino 300) a lui attribuite, che è l'unico documento di un'attività letteraria ce probabilmente dovette essere più ampia.